# Tetrastichus ascania
Tetrastichus ascania är en stekelart som beskrevs av Kostjukov 1978. Tetrastichus ascania ingår i släktet Tetrastichus och familjen finglanssteklar.
Artens utbredningsområde är Ukraina. Inga underarter finns listade i Catalogue of Life.